# Església catòlica al Japó

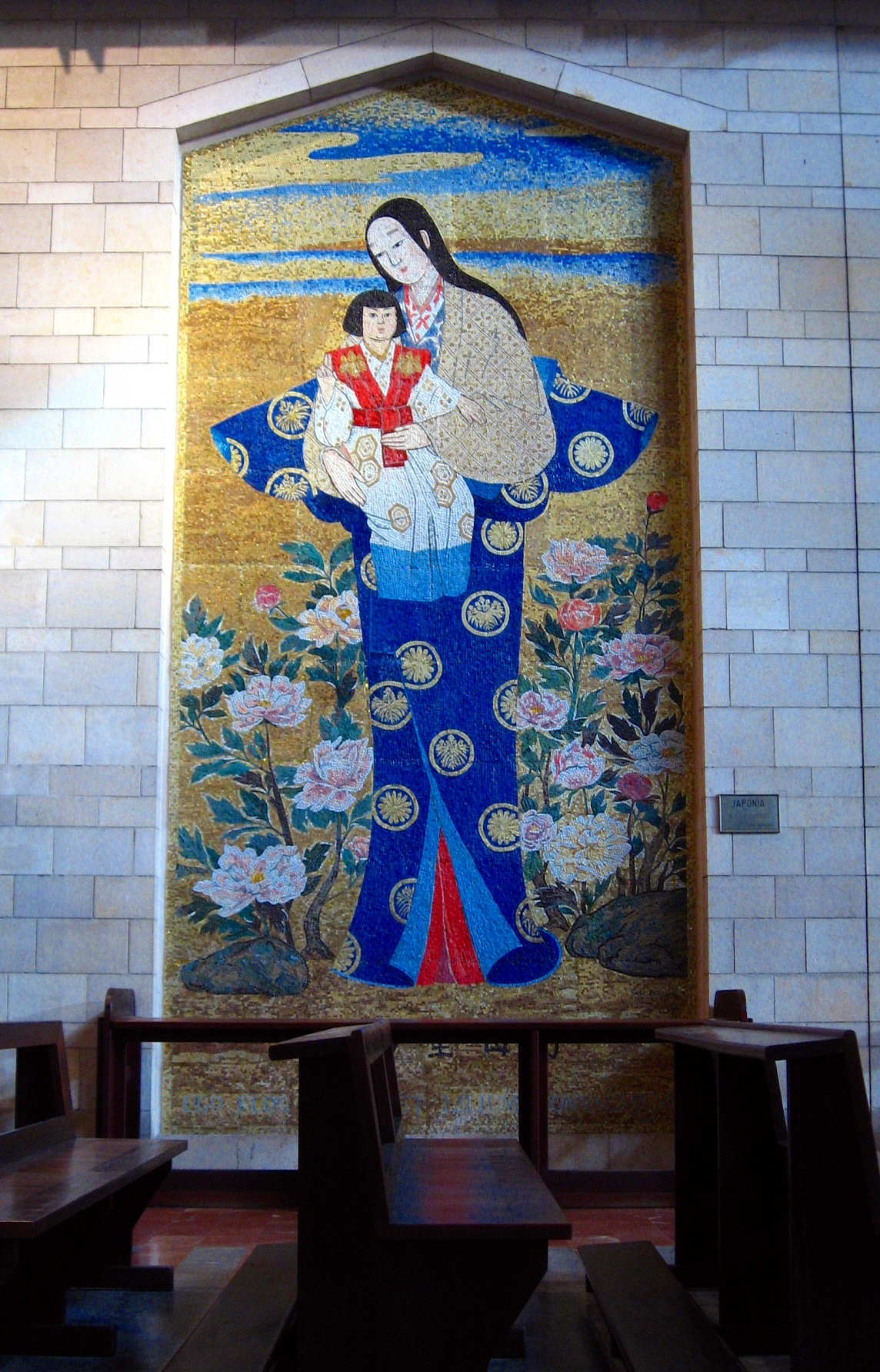
Mosaic japonès de la Mare de Déu amb el Nen a la basílica de l'Anunciació a Natzaret (una ofrena dels catòlics japonesos a l'església).

L'Església catòlica al Japó és part de l'Església Catòlica Romana, sota la direcció espiritual del Papa a Roma. Hi ha aproximadament 509.000 catòlics al Japó, per sota del 0,5% de la població del país. El país està dividit en 16 diòcesis, incloent 3 arxidiòcesis, amb 1.589 preveres i 848 parròquies al país. Els bisbes de les diòcesis formen la Conferència Episcopal del Japó.
L'actual nunci apostòlic és l'arquebisbe italià Alberto Bottari de Castello, que exerceix tant d'ambaixador de la Santa Seu al Japó com del seu delegat davant l'església local.
El catolicisme va arribar al Japó pels exploradors i missioners portuguesos, particularment els jesuïtes, com sant Francesc Xavier o Alessandro Valignano. Els portuguesos van fundar la ciutat de Nagasaki, considerada des de la seva fundació com un important centre cristià a l'Extrem Orient, encara que aquesta consideració avui és obsoleta. Hi ha una traducció al japonès modern de la Bíblia feta per Federico Barbaro, un missioner. Actualment, la major part dels catòlics japonesos són membres de la immigració brasilera al Japó.

## Diòcesis

### Província de Nagasaki
- Arquebisbat de Nagasaki
- Bisbat de Fukuoka
- Bisbat de Kagoshima
- Bisbat de Naha
- Bisbat d'Ōita

### Província de Osaka
- Arquebisbat d'Osaka
- Bisbat d'Hiroshima
- Bisbat de Kyōto
- Bisbat de Nagoya
- Bisbat de Takamatsu

### Província de Tòquio
- Arquebisbat de Tòquio
- Bisbat de Niigata
- Bisbat de Saitama
- Bisbat de Sapporo
- Bisbat de Sendai
- Bisbat de Yokohama

## Nunciatura apostòlica
La delegació apostòlica del Japó va ser erigida el 26 de novembre de 1919 mitjançant el breu del Papa Quae catholico nomini Benet XV. També tenia jurisdicció sobre la península de Corea i l'illa de Taiwan.
El 8 de març de 1921 va ampliar les seves competències al vicariat apostòlic de les Illes Marshall, les Carolines i les Mariannes, fins llavors subjectes al delegat apostòlic d'Austràlia.
La delegació apostòlica va ser elevada al rang d'internunciatura el 1952 pel Papa Pius XII.
La nunciatura apostòlica del Japó va ser instituïda el 14 de juny de 1966 amb el breu Communi cum utilitate del Papa Pau VI.

### Delegats apostòlics
- Pietro Fumasoni Biondi † (6 de desembre de 1919 - 14 de juny de 1921 nomenat secretari de la Congregació per a l'Evangelització dels Pobles)
- Mario Giardini, B. † (7 de novembre de 1921 - 1930 renuncià)
- Edward Aloysius Mooney † (30 de març de 1931 - 28 d'agost de 1933 nomenat bisbe de Rochester)
- Paolo Marella † (30 d'octubre de 1933 - 27 d'octubre de 1948 nomenat delegat apostòlic a Austràlia, Nova Zelanda i Oceania)
- Maximilien de Fürstenberg † (22 de març de 1949 - 28 d'abril de 1952 nomenat internunci apostòlic)

### Nuncis apostòlics
- Maximilien de Fürstenberg † (28 d'abril de 1952 - 21 de novembre de 1959 nomenat delegat apostòlic a Austràlia, Nova Zelanda i Oceania)
- Domenico Enrici † (5 de gener de 1960 - 1 d'octubre de 1962 nomenat delegat apostòlic a Austràlia, Nova Zelanda i Oceania)
- Mario Cagna † (13 d'octubre de 1962 - 17 de setembre de 1966 nomenat delegat apostòlic a Iugoslàvia)
- Bruno Wüstenberg † (24 d'octubre de 1966 - 19 de desembre de 1973 nomenat pro-nunci apostòlic a Benin i Costa d'Ivori i delegat apostòlic de Guinea i Togo)
- Ippolito Rotoli † (10 de gener de 1974 - 4 d'octubre de 1977 mort)
- Mario Pio Gaspari † (16 de novembre de 1977 - 23 de juny de 1983 mort)
- William Aquin Carew † (30 d'agost de 1983 - 11 de novembre de 1997 renuncià)
- Ambrose Battista De Paoli † (11 de novembre de 1997 - 18 de desembre de 2004 nomenat nunci apostòlic a Austràlia)
- Alberto Bottari de Castello (1 d'abril de 2005 - 6 de juny de 2011 nomenat nunci apostòlic a Hongria)
- Joseph Chennoth, des del 15 d'agost de 2011

## Conferència episcopal
La Conferència episcopal japonesa ha estat presidida per:
- Cardenal Peter Tatsuo Doi (1958 - 21 de febrer de 1970)
- Cardenal Paul Yashigoro Taguchi (1970 - 23 de febrer de 1978)
- Cardenal Joseph Asajirō Satowaki (1978 - 1983)
- Arquebisbe Peter Seiichi Shirayanagi (1983 - 1992)
- Arquebisbe Francis Xavier Kaname Shimamoto, Ist. del Prado (1929 - 1995)
- Bisbe Stephen Fumio Hamao (1995 - 1998)
- Arquebisbe Francis Xavier Kaname Shimamoto, Ist. del Prado (1998 - 2001)
- Bisbe Augustinus Jun-ichi Nomura (2001 - de juny de 2007)
- Arquebisbe Peter Takeo Okada (de juny de 2007 - 2010)
- Arquebisbe Leo Jun Ikenaga, S.J. (2010 - de juny de 2013)
- Arquebisbe Peter Takeo Okada, des de juny de 2013